# Arnoul V de Looz
Pour les articles homonymes, voir Arnoul.
Arnoul V de Looz, mort le 22 août 1328, fut comte de Looz de 1279 à 1323 et comte de Chiny (Arnoul III) de 1299 à 1310. Il était fils de Jean Ier, comte de Looz, et de Mathilde de Juliers.

## Biographie
À peine comte de Looz, il aida Richardis de Gueldre, veuve de son aïeul maternel, Henri, comte de Luxembourg et Renaud Ier, comte de Gueldre, à combattre Siegfried de Westerburg, archevêque de Cologne. Fait prisonnier, ce dernier dut payer une forte rançon pour recouvrer sa liberté. 
Il dut ensuite faire face à la parenté d'Isabelle de Condé, veuve de son père et dut en 1281 lui assigner un douaire, et céder Warcq, Agimont et Givet à ses demi-frères Jean et Jacquemin. De leur côté, ces derniers abandonnent leurs droits sur le comté de Looz. C’est à cette seule condition que les parents de Marguerite d’une part, et son oncle Nicolas II de Condé d’autre part, consentent à ce mariage. 
En 1288, il commanda un des corps de l’armée de Jean Ier, duc de Brabant, et contribua beaucoup à la victoire, le 5 juin dans la fameuse bataille de Worringen (sur le Rhin), qui mit fin à la guerre de Succession du Limbourg, entre le Renaud, comte de Gueldre, mari de l’héritière Ermingarde, duchesse de Limbourg (+ 1283), et le duc de Brabant.
Il se range dans la guerre des Awans et des Waroux opposant les familles d’Awans et de Waroux, de 1297 à 1335, du côté des évêques de Liège, Hugues de Chalon (de 1396 à 1301) et Adolphe de La Marck (de 1313 à 1344), la Hesbaye dépendant de ces princes. Il fut nommé mambourg ou régent de Liège après la mort d'Adolphe de Waldeck (1302).
En 1299, à la mort sans fils de son oncle Louis V, il avait hérité de Chiny (c'est cet oncle qui avait organisé en 1285 le fameux Tournoi de Chauvency, célébré par Jacques Bretel). 
En 1312 à la mort de l'évêque Thiébaut de Bar, il tenta d'être de nouveau mambour de Liège, mais doit faire face à la révolte de la bourgeoisie. La principauté fut ravagée et le comte excommunié.
Il concourut à la célèbre paix de Fexhe, conclue le 18 juin 1316, qui établit le partage du pouvoir entre le prince, le clergé, la noblesse et les villes de la principauté de Liège et de sa capitale, Liège. Elle a été la reconnaissance formelle et légale du partage du gouvernement entre le prince et le pays. 
Aussi bien à Liège que dans le Brabant il soutint la noblesse et s'opposa aux révoltes des communes.
Vers la fin de son règne, il se retire progressivement de ses comtés. En 1313, il cède le comté de Chiny à son fils Louis IV, puis en 1323 le comté de Looz.
Il meurt le 22 août 1328 et est inhumé à l’abbaye d'Averbode.

## Mariage et enfants
Il avait épousé le 21 juin 1280 Marguerite de Vianden († 1316), dame de Perwez et de Grimbergen, fille de Philippe Ier, comte de Vianden, et de Marie de Louvain, et avait eu :
- Louis IV († 1336), comte de Looz et de Chiny ;
- Jean, mort jeune ;
- Arnoul ;
- Mathilde (1282 † 1313), mariée à Godefroy II, seigneur de Heinsberg, de Blankenberghe et de Wassemberg (+1331), à qui elle apporte en dot la forteresse de Vogelsanck (sur la commune actuelle de Heusden-Zolder, Limbourg belge), avec les domaines de Zwilre, Sonhoven et Hautaets, et parent de Thierry de Heinsberg, comte de Looz et de Chiny ;
- Marie, mariée en premières noces à Gilles Berthout, avoué de Malines, mort sans enfants en 1310 ; elle se marie en secondes noces à Gérard de Diest, châtelain d’Anvers ; elle meurt sans enfants peu après ;
- Jeanne, dame de Quaetbeke, veuve d’Arnoul de Wesemael, seigneur de Berg-op-Zom, de Woude et de Quaetbeke, mort vers 1312 ; elle épouse ensuite Guillaume d’Oreye, qui sera seigneur de Rummen (Rumigny) par donation de Louis IV de Looz en 1331 ;
- Marguerite, épouse de Guillaume de Duras, dit de Neufchatel, écuyer; son père lui donne en dot le château et la seigneurie de Duras.

Comme il survit à ses demi-frères comtes de Chiny, il réunit ce dernier comté à ses possessions, et ajoute en 1299 à ses titres celui de comte de Chiny.

## Source
- J-J. Thonissen, « Arnoul V », Académie royale de Belgique, Biographie nationale, vol. 1, Bruxelles, 1866 [détail des éditions], p. 455-464.